# Daphne Arden
Daphne Arden, po mężu Slater (ur. 29 grudnia 1941 w Birkenhead) – angielska lekkoatletka specjalizująca się w krótkich biegach sprinterskich, uczestniczka letnich igrzysk olimpijskich w Tokio (1964), brązowa medalistka olimpijska w biegu sztafetowym 4 × 100 metrów.

## Sukcesy sportowe
- czterokrotna medalistka mistrzostw Anglii w biegu na 100 jardów – złota (1964), srebrna (1963) oraz dwukrotnie brązowa (1961, 1962)[1]
- czterokrotna medalistka mistrzostw Anglii w biegu na 220 jardów – złota (1964) oraz trzykrotnie brązowa (1961, 1962, 1965)
- trzykrotna halowa mistrzyni Anglii w biegu na 60 jardów – 1962, 1963, 1964[2]

| Rok  | Miasto   | Zawody                                                 | Konkurencja                                    | Wynik                    |
| ---- | -------- | ------------------------------------------------------ | ---------------------------------------------- | ------------------------ |
| 1962 | Perth    | Igrzyska Imperium Brytyjskiego i Wspólnoty Brytyjskiej | sztafeta 4 × 110 jardów bieg na 100 jardów     | srebrny medal 5. miejsce |
| 1962 | Belgrad  | Mistrzostwa Europy                                     | sztafeta 4 × 100 m bieg na 100 m bieg na 200 m | brązowy medal 4. miejsce |
| 1964 | Tokio    | Igrzyska olimpijskie                                   | sztafeta 4 × 100 m bieg na 200 m               | brązowy medal 8. miejsce |
| 1966 | Kingston | Igrzyska Imperium Brytyjskiego i Wspólnoty Brytyjskiej | sztafeta 4 × 110 jardów bieg na 100 jardów     | srebrny medal 8. miejsce |

## Rekordy życiowe
- bieg na 100 metrów – 11,5 – Tokio 15/10/1964
- bieg na 200 metrów – 23,5 – Londyn 04/07/1964